# Chris Killip
Christopher David Killip (11. července 1946 Douglas – 13. října 2020) byl manský fotograf, který v letech 1991 až 2017 pracoval na Harvardově univerzitě v Cambridge v Massachusetts jako profesor vizuálních a environmentálních studií. Killip je známý svými drsnými černobílými obrazy lidí a míst. Killip byl držitelem mnoha ocenění, včetně Ceny Henri Cartier-Bressona (za In Flagrante). Vystavoval po celém světě, rozsáhle psal, vystupoval v rozhlase a televizi a byl kurátorem mnoha výstav.

## Život a dílo
Killip se narodil v Douglasu na ostrově Man a v roce 1964 se přestěhoval do Londýna, kde pracoval jako asistent reklamního fotografa Adriana Flowerse. Brzy se stal nezávislým, ale v roce 1969 pozastavil komerční práci a soustředil se na vlastní fotografickou tvorbu. Práce z této doby byla nakonec vydána Radou pro umění v roce 1980 pod názvem Isle of Man: A Book about the Manx s textem Johna Bergera. V roce 1974 byl pověřen fotografováním historických míst Bury St Edmunds a Huddersfield a v roce 1975 získal dvouleté stipendium od Northern Arts na fotografování severovýchodu Anglie; časopis Creative Camera této práci věnoval celé své vydání z května 1977.
V roce 1977 se Killip stal zakladatelem, kurátorem výstavy a poradcem v Side Gallery v Newcastlu a 18 měsíců pracoval jako její ředitel. Velkou část svých fotografií pořídil na severovýchodě Anglie, publikovaných v roce 1988 jako In Flagrante s textem Bergera a Sylvie Grantovových. Tyto černobílé obrázky, většinou vytvořené na film 4×5„, jsou nyní považovány za jeden z nejdůležitějších vizuálních záznamů o životě v Británii v 80. letech 20. století. Gerry Badger popisuje fotografie jako „pořízené z pohledu, který se stavěl proti všemu, o co [Thatcherová] stála“, a kniha jako „o komunitě“, „temná, pesimistická cesta“.
Kniha In Flagrante byla při svém vydání v roce 1988 dobře přijata, ale Killipův způsob černobílé dokumentární fotografie spodní třídy v Británii rychle vyšel z módy, protože fotografové používali barvu k předvedení konzumu a pro vědomé a výslovné umělecké účely. In Flagrante byl reprodukován v únoru 2009 v rámci edice Books on Books společnosti Errata Editions. V recenzi této reprodukce popisuje Robert Ayers originál jako „jednu z největších fotografických knih, jaké kdy vyšly“.
V roce 1988 byla společnost Pirelli UK pověřena fotografováním své továrny na pneumatiky v Burtonu ; dohody o tom bylo dosaženo v dubnu příštího roku, načež Killip zahájil práci. Při pokusu o využití dostupného světla v zatemněné továrně, kde se pracovalo na černém produktu, byl nejprve neúspěšný, ale v červnu přešel na blesk a velkoformátový fotoaparát a fotografoval další tři měsíce. Výsledné dílo bylo v září 1989 vystaveno ve Victoria and Albert Museum (Londýn); v knižní podobě ji vydal Ute Eskildsen / Steidl v roce 2007.
Od roku 1992 do roku 2004 fotografoval Killip poutě a další scény na venkově v Irsku; výsledek byl publikován v roce 2009 společností Thames &amp; Hudson pod názvem Here Comes Everybody.
Arbeit / Work vydal Steidl v roce 2012 jako doprovod Killipovy retrospektivní výstavy v Muzeu Folkwang v Essenu.

## Osobní život
Killip měl syna Matthewa.
Chris Killip zemřel v říjnu 2020 na rakovinu plic, bylo mu 74 let.

## Výstavy

### Samostatné výstavy
- Seacoal, Side Gallery (Newcastle) and subsequent tour, 1984
- Another Country, Serpentine Gallery (Londýn). Photographs of northeast England by Killip and Graham Smith, 1985[2]
- Art Institute of Chicago, 1986
- In Flagrante, Victoria and Albert Museum (Londýn) a cesta po Evropě, 1988
- Working at Pirelli, Victoria and Albert Museum (Londýn), 1990
- Chris Killip Retrospective, Palais de Tokyo (Paříž), 1991
- The Last Art Show, Jarrow Bede Gallery (Jarrow), 1996. Photographs of Jarrow.
- Chris Killip Photographs 1971–96, Manx Museum (Douglas) 1997
- Chris Killip: Sixty Photographs, Old Post Office (Berlín), 2000
- Les rencontres d'Arles festival, Francie.
- Arbeit/Work, Museum Folkwang, Essen, Germany, 2012. Retrospektiva.
- Now then: Chris Killip and the making of In Flagrante, J. Paul Getty Museum (Los Angeles), 2017

### Skupinové výstavy
- No Such Thing as Society: Photography in Britain 1968–1987, Hayward Gallery (London), Ujazdów Castle (Warsaw), Tullie House (Carlisle) and Aberystwyth Arts Centre (Aberystwyth)
- Facts of Life / British Documentary Photography, Photomonth, National Museum, Kraków, August–November 2010. British photography 1974–1997.

## Publikace

### Publikace Killipa

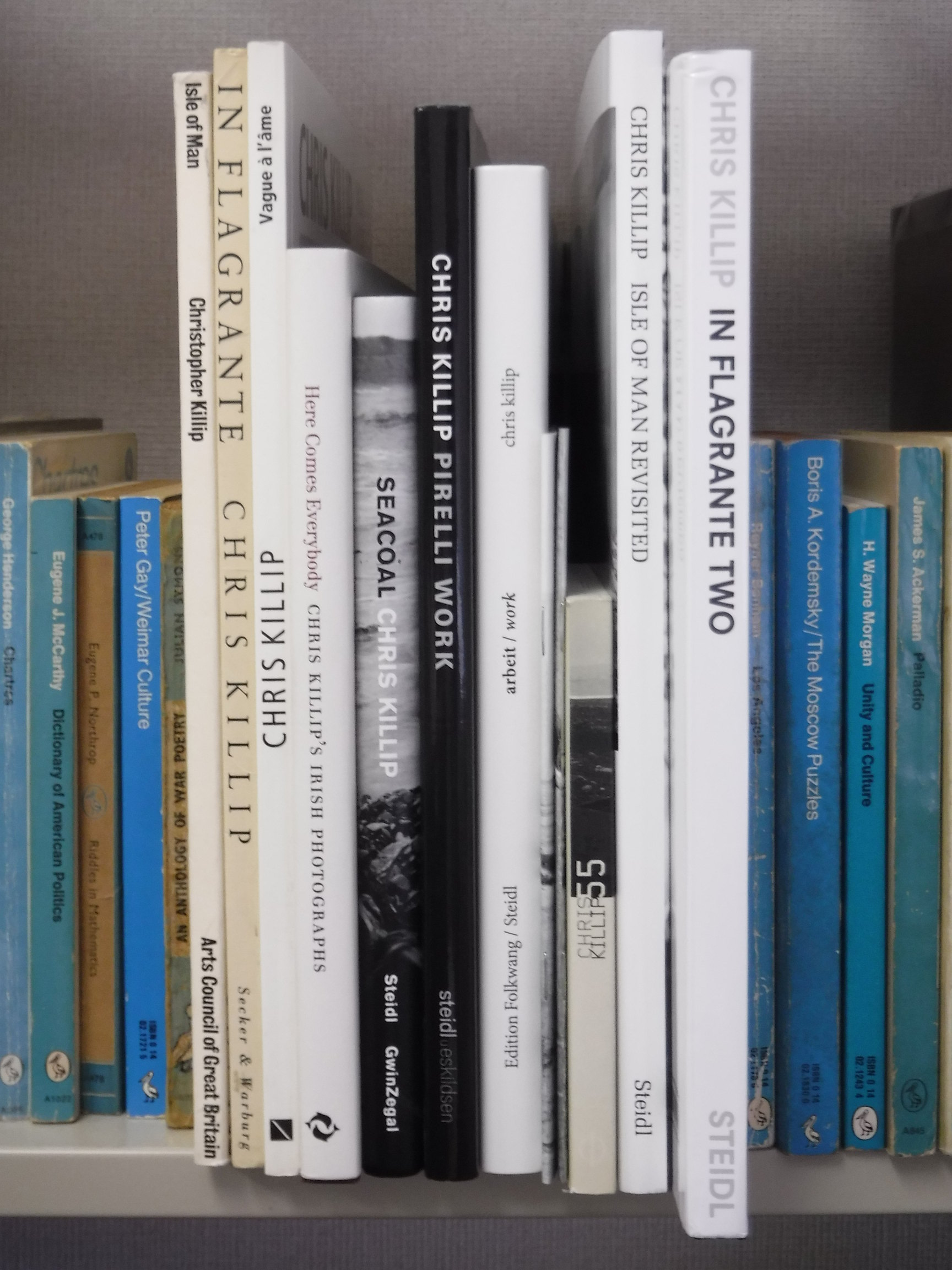
Fotoknihy od Killipa

- The Isle of Man. New York: Witkin Gallery, 1973. Portfolio.
- Isle of Man: A Book about the Manx. London: Arts Council of Great Britain, 1980. (Distributed by Zwemmer.) ISBN 0-7287-0187-1 (hardback); ISBN 0-7287-0186-3 (paperback). Under the name Christopher Killip. With text by Killip and John Berger and quotations from various older sources.
- In Flagrante. London: Secker &amp; Warburg, 1988. ISBN 0-436-23358-4 (hardback); ISBN 0-436-23356-8 (paperback). Text: John Berger a Sylvia Grant.
  - Vague à l'âme. Paris: Nathan, 1988. Texty ve francouzštině.
- Chris Killip 55. London: Phaidon, 2001. ISBN 0-7148-4028-9. Text: Gerry Badger.
- Pirelli Work. Göttingen: Steidl, 2007. ISBN 978-3-86930-961-3.
- Chris Killip: In Flagrante.
  - Books on Books 4. New York: Errata Editions, 2009. ISBN 978-1-935004-06-6. Redukovaná velikost knihy z roku 1988, esej: Gerry Badger.
  - Books on Books 4. New York: Errata Editions, 2014. ISBN 978-1-935004-39-4.
- Here Comes Everybody: Chris Killip's Irish Photographs. London: Thames & Hudson, 2009. ISBN 978-0-500-54365-8.
- Seacoal. Göttingen: Steidl, 2011. ISBN 3-86930-256-9.
- Arbeit / Work. Essen: Museum Folkwang; Göttingen: Steidl, 2012. ISBN 978-3-86930-457-1 Texy v němčině a angličtině. Texty: Killip, David Campany a Ute Eskildse. Retrospektiva.
- Isle of Man Revisited. Göttingen: Steidl, 2015. ISBN 978-3-86930-959-0 Druhé rozšířené vydání Isle of Man: A Book about the Manx.
- In Flagrante Two. Göttingen: Steidl, 2016. ISBN 978-3-86930-960-6. Druhé rozšířené vydání knihy z roku 1988.
- The Station. London: Ponybox. ISBN 9781999668709. 32-page tabloid newsprint publication.
- The Last Ships. London: Ponybox. ISBN 9781999668716. 28-page tabloid newsprint publication.
- Portraits. London: Ponybox. ISBN 9781999668723. 32-page tabloid newsprint publication.
- Skinningrove. London: Ponybox. ISBN 9781999668730. 32-page tabloid newsprint publication.
- The Station. Göttingen: Steidl, 2020. ISBN 978-3-95829-616-9.[9][11]

### Časopisy a ziny od Killipa
- Chris Killip Photographs 1975–1976 in the North East. London: Creative Camera, květen 1977, číslo 155, celé vydání.
- Askam-in-Furness 1982. Southport: Café Royal, 2017. Vydání 500 kopií. Zin.
- Isle of Man TT Races 1971. Southport: Café Royal, 2018. Vydání 500 kopií. Zin.
- Huddersfield 1974. Southport: Café Royal, 2019. Vydání 500 kopií. Zin.
- The Seaside 1975–1981. Southport: Café Royal, 2020. Vydání 500 kopií. Zin.
- Shipbuilding on Tyneside 1975–1976. Southport: Café Royal, 2020. Zin.

## Ocenění
- 1989: Cena Henriho Cartier-Bressona, from the Henri Cartier-Bresson Foundation, Paris za In Flagrante[12]
- 2013: Shortlisted, Deutsche Börse Photography Foundation Prize za jeho výstavu What Happened – Great Britain 1970–1990, Bal, Paříž.[13]

## Sbírky
Killipovo dílo je součástí následujících stálých sbírek:
- Muzeum moderního umění, New York: 20 tisků (stav k říjnu 2020)[1]
- Tate Gallery, Velká Británie: 80 tisků (stav k říjnu 2020)[14]